# Тома Девалд
Тома Девалд (Земун, 28. децембар 1921 — Београд, 7. фебруар 1995) био је учесник Народноослободилачке борбе и друштвено-политички радник Социјалистичке Републике Србије.
Потицао је из породице земунских Немаца, а током школовања се прикључио омладинском револуционарном покрету и постао члан Савеза комунистичке омладине Југославије (СКОЈ). Након окупације, јула 1941. је постао члан Комунистичке партије Југославије (КПЈ). У јесен исте године, по задатку Партије, ступио је у паравојну формацију Дојче Маншафт, обављајући разне обавештајне задатке за Народноослободилачки покрет (НОП). Као курир редакције листа „Донауцајтунг”, одржавао је везу између партијских организација Београда и Земуна. Упоредо је учествовао у акцијама земунских илегалаца, а маја 1942. у атентату на усташког функционера Валтера Филиповића.
У јесен 1942. је мобилисан у Немачку војску и упућен у Берлин, где је завршио војну обуку. Потом је боравио у Паризу и Прагу, а почетком 1943, након хапшења његових другова у Београду, био је ухапшен и предат Гестапоу. У јесен исте године осуђен је најпре на вишегодишњу робију, а потом почетком 1944. на смрт. Августа исте године је помилован и упућен у кажњеничку јединицу, која је послата на Источни фронт. Овде се предао Црвеној армији, након чега је упућен у заробљеништво. Почетком 1946. се вратио у Југославију.
Након рата, радио је најпре у једном грађевинском предузећу, а од 1959. у Дирекцији за изградњу Новог Београда, током периода његове интензивне изградње. Године 1985. о њему је снимљен документарни филм на немачком језику, Кандидат смрти.
На Новом Београду је и преминуо, 7. фебруара 1995. године, а сахрањен је на Земунском гробљу. У току рата, 1941. године, му је, као борац Посавског партизанског одреда, погинуо брат Александар, а родитељи Томас и Франциска су страдали у логору на Сајмишту, 1943. године.

## Биографија
Рођен је 28. децембра 1921. у Земуну, у немачкој породици, која се средином 19. века доселила у Земун. Његови родитељи Томас (1889—1943) и Франциска (1901—1943) имали су поред њега, још двоје деце — Александра (1923—1941) и Терезу. Томин отац Томас, веома рано је приступио радничком покрету. Одбио је могућност да му отац, познати земунски кројач Адам Девалд, као и осталој браћи, отвори кројачку радњу и радио је као обични кројач. Припадао је радничком и синдикалном покрету и априла 1919, заједно са Јосипом Шенером, био делегат на Конгресу уједињења, на коме је формирана Социјалистичка радничка партија (касније КП Југославије). Један је од организатора организације КПЈ у Земуну, али се након забране њеног рада пасивизирао, делујући само као синдикални функционер у Радничком културном друштву „Слога“.
У току школовања, Тома Девалд је због скромних материјалних прилика, извесно време морао да ради у дрвари, коју је држао његов стриц, где се упознао са животом радника. Од 1935. је учио занат код једног земунског књижара, где је заволео књиге, а посебан утисак на њега оставила је књига „Како се калио челик” Николаја Островског. Током даљег школовања, у Трговачкој академији, која се налазила у истој згради са Земунском гимназијом, заједно са друговима пао је под утицај скојевске организације. Био је учесник излета земунске омладине, на којима су скојевски руководиоци, међу којима студенти оближњег Пољопривредно-шумарског факултета држали политичка предавања. Октобра 1940. био је један од организатора штрајка Трговачке академије, који је трајао упоредо са штрајком земунске шегртске омладине.

### Акције у окупираном Земуну
Као антифашиста, учествовао је у Земуну, на демонстрацијама против приступања Југославије Тројном пакту, током 26. и 27. марта 1941. године. На дан бомбардовања Београда и напада Сила осовина на Југославију, 6. априла 1941, био је ухапшен, заједно са око 500 грађана немачке националности. На дан уласка немачких трупа у Земун, 12. априла, био је пуштен заједно са другим ухапшенима. Након изласка из затвора, повезао се са земунским скојевцима и почетком јула 1941. био примљен у чланство Комунистичке партије Југославије (КПЈ). После напада на Совјетски Савез, 22. јуна 1941. немачки окупатор отпочео је са масовним хапшењем комуниста и њихових симпатизера, па су половином августа 1941. Томас Девалд и његов син Тома били ухапшени и са другим Земунцима затворени у касарни код Земунског парка, док је млађи син Александар, звани Шаца, избегао хапшење одласком у партизане. Пошто је један њихов рођак, као припадник паравојне организације Дојче Маншафт, био стражар у затвору, ангажовао је Тому на пословима чишћења, што му је омогућило да се слободније креће по затвору и сусреће са Фрањом Канашем, земунским Немцем и чланом КПЈ, који је по задатку радио у окупаторској полицији. Преко Канаша је сазнао да се спрема пребацивање у окупирани Београд, неких од ухапшених, па се почело са организацијом њиховог бекства. Најпре су из затвора, приликом одвођења на рад, побегли Андрија Хабуш и Силвестер Фогл, а потом је Тома успео да кроз један прозор организује бекство Милоша Мамића и Шандора Мајора.
Крајем септембра 1941, након што је са оцем пуштен из затвора, Тома се сусрео са новим секретаром Среског комитета КПЈ за Земун Јанком Лисјаком Пушком, који му је предложио да се као Немац укључи у паравојну формацију Дојче Маншафт и тамо ради на прикупљању података о предстојећим плановима и акцијама окупатора. Невољно је прихватио овај задатак, а убрзо се запослио као курир, а потом спољни сарадник у немачком листу „Донауцајтунг”, чија се редакција налазила у Београду. Ово му је створило могућност да сваког дана одлази у Београд, који се налазио у другој окупационој зони у односу на Земун, који је октобра 1941. укључен у састав усташке Независне Државе Хрватске (НДХ). Како је путничка веза између Земуна и Београда одржавана углавном бродом, то је много отежавало кретање илегалаца, који су морали да прођу кроз два контролна пункта. Тома је у униформи Дојче Манфашта имао слободно кретање, па је преко њега одржавана главна веза између партијске организације Београда и Земуна, као и веза са другим партијским организацијама у Срему. Као спољни сарадник листа, имао је прилику да се креће по читавом Срему и организује мрежу дописника, али и да многе илегалце снабде пропусницама за прелазак у Београд, које су им омогућавале слободније кретање.
Тома је упоредо са курирском активношћу, учествовао у акцијама земунских илегалаца. Заједно са Димитријем Марчетићем Дишом, 15. маја 1942. учествовао је у организацији атентата на шефа Политичког одсека Усташког редарства у Земуну, Валтера Филиповића. Он је као полицијски стручњак, био послат из Загреба са задатком да уништи покрет отпора у Земуну и убрзо се прочуо по страховитим мучењима, које је спроводио над ухапшенима. Након што је у затвору мучио и убио илегалца Јакуба Кубуровића, Срески комитет КПЈ донео је одлуку о његовом убиству. Као припадник Дојче Маншафта, Тома је неколико пута био позиван на регрутацију за Немачку војску, али је успевао да буде ослобођен. Крајем лета 1942. поново је позван на регрутацију и због свог „аријевског“ изгледа послат у Прву оклопну СС дивизију у Берлину, која је називана Телесна гарда Адолфа Хитлера. Желећи да побегне од немачке војске, размишљао је о бекству у партизане, али је од Јанка Лисјака, који је прешао у Београд, где је био секретар Месног комитета КПЈ, добио задатак да се одазове позиву и извиди могућност брзог повратка. Партијска организација није желела да изгуби тако драгоценог сарадника и надајући се да ће успети да се врати и настави са својим курирским послом. Уколико не успе да се врати, Лисјак му је саветовао да се у згодној ситуацији преда партизанским или савезничким јединицама.

### Одлазак у Немачку, логор и заробљеништво
У јесен 1942. у Берлину је завршио војну обуку, а како би се ослободио војске, стално се жалио на разне здравствене проблеме, па је извесно време провео у војној болници. Марта 1943. био је прекомандован у Париз, а како је и даље на разне начине покушавао да се ослободи војске, прекомандован је у Праг. У међувремену, Специјална полиција у Београду је успела да ухапси већи број илегалаца, међу којима су били Јанко Лисјак, његова супруга Деса Лежајић, Томина сестра Тереза Девалд и др. Неки од ухапшених илегалаца су код себе приликом хапшења имали легитимације „Донауцајтунга”, које им је Тома издао, па је сумња пала и на њега. Тада позван у Гестапо у Прагу, али је само саслушан и пуштен. Одмах по повратку у јединицу, одлучио је да побегне. Напустио је касарну и возом отишао у Хамбург, код даљих рођака, али се на њихово инсистирање пријавио полицији. Као војни дезертер нашао се тада у тешком положају, јер није био обичан војник, већ припадник елитне СС дивизије. Послат је најпре у Праг, где се налазила његова јединица, а потом је прослеђен Гестапоу у Београд, који је имао задатак да испита његово учешће у партизанском покрету. Током истраге суочен је са сестром Терезом, а за време боравка у Београду, од једног рођака је сазнао да су му родитељи августа 1943. убијени у логору на Сајмишту.
Одлуком Војног суда у Београду, у јесен 1943. осуђен је на десет година затвора и одведен у логор Дахау, где се тада, у посебном делу логора налазило заточено око 400 бивших припадника СС јединица. Они нису одвођени на рад, као остали логораши, већ су били изложени посебном режиму, а њихови команданти су били кажњени официри, који су суровошћу према бившим војницима покушавали да заслуже помиловање. Виши СС суд му је након четири месеца потврдио казну, након чега је одведен на принудни рад у фабрику авионских мотора у околини Минхена. Незадовољан висином казне, тужилац је био упоран да се организује ново суђење, на коме је његова кривица преименована у велеиздају, па је осуђен на смрт. Након суђења, јуна 1944. одведен је поново у логор Дахау, где је месец и по дана провео у ишчекивању смртне казне. Његов бранилац по службеној дужности, написао је захтев за помиловање и послао га лично Хајнриху Химлеру, који је одобрио да му казна буде преименована у доживотну робију.
Заједно са другим кажњеним војницима, августа 1944. био је упућен у 36. СС дивизију „Дирливангер”, чији су припадници били углавном кажњени војници, али и криминалци и осуђеници, који су се својом суровошћу борили за помиловање. Командант ове дивизије био је генерал Оскар Дирливангер, такође кажњеник. Септембра 1944, ова јединица упућена је у Варшаву, ради гушења Варшавског устанка, који је иницирала пољска избегличка влада, надајући се скором доласку јединица Црвене армије. Тома се налазио у резервном саставу дивизије, па је у Варшаву стигао након гушења устанка. Заједно са деловима јединице, прешао је у Карлове Вари, где се борио против чехословачких партизана, а одатле је прешао на реку Ипељ, на границу Словачке и Мађарске, где се у јесен 1944. налазио фронт са Црвеном армијом. Приликом повлачења његове јединице, искористио је погодан тренутак за бекство и предао се Црвеној армији. Накратко је учествовао у борбама заједно са Црвеноармејцима, али је након десетак дана послат у заробљеништво. Новембра 1944, заједно са другим немачким заробљеницима депортован је у Румунију, где се налазио прихватни центар. Одатле је транспортован у Доњецк, у Украјинској ССР, где је читаву 1945. провео у заробљеништву, а око месец дана на лечењу. Услед рада у руднику, разболео се, па је почетком 1946. као тешки болесник пуштен кући. Почетком фебруара 1946. возом Црвеног крста је стигао у ФНР Југославију и вратио се у Земун, где је затекао сестру Терезу, која се вратила из логора Равензбрик, у Немачкој.

### Послератни период
Након повратка у ослобођену Југославију, било му је тешко да објасни своју позицију. Требало је да докаже да је у Немачку војску отишао по партијском задатку, а већина другова са којима је сарађивао током илегалног рада била је мртва, а друге није могао пронаћи, јер је знао само њихова илегална имена. Успео је да пронађе Видоја Смилевског, који је током 1941. и 1942. био члан Месног комитета КПЈ за Београд и који је посведочио да је Тома по задатку Јанка Лисјака ступио у Дојче Маншафт, а касније отишао у Немачку војску. Као знак признања за учешће у Народноослободилачком покрету током 1941. и 1942, добио је 1947. године Партизанску споменицу 1941.
Првих година, након повратка у Земун, радио је у једној штампарији, а касније као инспектор Државне контролне комисије и инструктор Градског комитета Комунистичке партије Србије у Земуну. Након тога се посветио раду на изградњи земље. Најпре у Министарству грађевина, а потом у Главној дирекцији за грађевинске материјале и грађевинском предузећу „Трудбеник“, где је био директор. Године 1949. се са породицом уселио у монтажну кућицу као део југословенског програма „Како може Југославија после рата брзо да се обнови и да ли се квалитетно живи у монтажној кући?”. Под сумњом за пословне малверзације, био је ухапшен децембра 1954, али је истовремено вођена и истрага о његовим активностима током рата, што је у ствари и био један од главних разлога хапшења. Након три и по године проведене у притвору, осуђен је на шест година затвора, искључен из Савеза комуниста Југославије (СКЈ) и одузета му је Партизанска споменица. Након ревизије поступка, јуна 1958. ослобођен је свих оптужби и пуштен на слободу, а враћена му је и Партизанска споменица.
Након изласка из затвора, од 1959. радио је у Дирекцији за изградњу Новог Београда, где је најпре био референт за план и анализу, потом начелник, комерцијални директор, заменик директора и на крају директор Дирекције, све до одласка у пензију 1971. године. Након катастрофалног земљотреса у Скопљу, јула 1963, учествовао је у обнови града, руководећи изградњом насеља Козле, које је изграђено средствима СР Србије и децембра исте године предато на употребу грађанима Скопља. Неколико пута је председнику СФРЈ Јосипу Брозу Титу презентовао макете и нове објекте Новог Београда, који су грађени у време његове ужурбане изградње током 1960-их година, када се на челу Скупштине града Београда, налазио Бранко Пешић, његов друг из младости. Тада је настављена масовна изградња Новог Београда, као и завршени неки раније започети објекти, попут хотела „Југославија”. Уклањањем старе и изградњом нове трасе пруге, као и изградњом ауто-пута и моста „Газела”, Нови Београд је добио данашњи облик, али и услове за даље урбанистичко ширење. Као велики љубитељ фотографије, носио је са собом свој фотоапарат и бележио је њиме настајање Новог Београда, а након његове смрти породица је његову богату архиву поклонила Дирекцији за изградњу Београда, насталој из Дирекције за изградњу Новог Београда, чији је Девалд директор био.
Редитељ и новинар Марко Јошило о њему је 1985. документарни филм на немачком језику, Кандидат смрти. У „Политици експрес” је маја 1977. изашао фељтон о њему под називом Тома Девалд — југословенски комуниста у Хитлеровој гарди. У знак сећања на његове родитеље Томаса и Франциску и брата Александра Девалда, једна улица у насељу Земун поље од 1971. носи назив — Улица Девалдових. Син његове сестре Терезе, Александар Крњешевац (1947—1962), један је од седам трагично настрадалих планинара на Бјелашници, 1962. године, на које данас сећају монументални споменик на Земунском гробљу и назив улице.
Девалд је од 1963. па све до смрти живео на Новом Београду. Најпре у блоку 1, а од 1974. године у блоку 28. Женио се два пута и имао шесторо деце. Преминуо је 7. фебруара 1995. у Београду. Сахрањен је на Земунском гробљу.
Носилац је Партизанске споменице 1941. и других југословенских одликовања, међу којима су — Орден заслуга за народ са златном звездом, Орден братства и јединства са сребрним венцем, Орден за храброст, Орден рада са златним венцем и Орден рада са сребрним венцем. Имао је чин резервног потпуковника ЈНА.